# Can Mestre
Can Mestre és un edifici del municipi de Figaró-Montmany (Vallès Oriental) inclòs en l'Inventari del Patrimoni Arquitectònic de Catalunya.

## Descripció
Edifici aïllat de tipologia ciutat-jardí. Utilitza el desnivell del terreny i presenta diferents alçades al davant i al darrere. La façana del carrer consta de planta baixa i golfes, mentre que la façana posterior té quatre pisos. Està coberta amb teulada composta, de la que sobresurt una torre mirador de planta quadrada i coberta a quatre vessants. Els vèrtexs de la teulada són de rajola vidriada verda i als angles hi ha boles vidriades del mateix color. Les obertures estan situades simètricament i hi ha alternança d'obertures d'arc pla i arc de mig punt, amb emmarcaments i llindes de color marró.

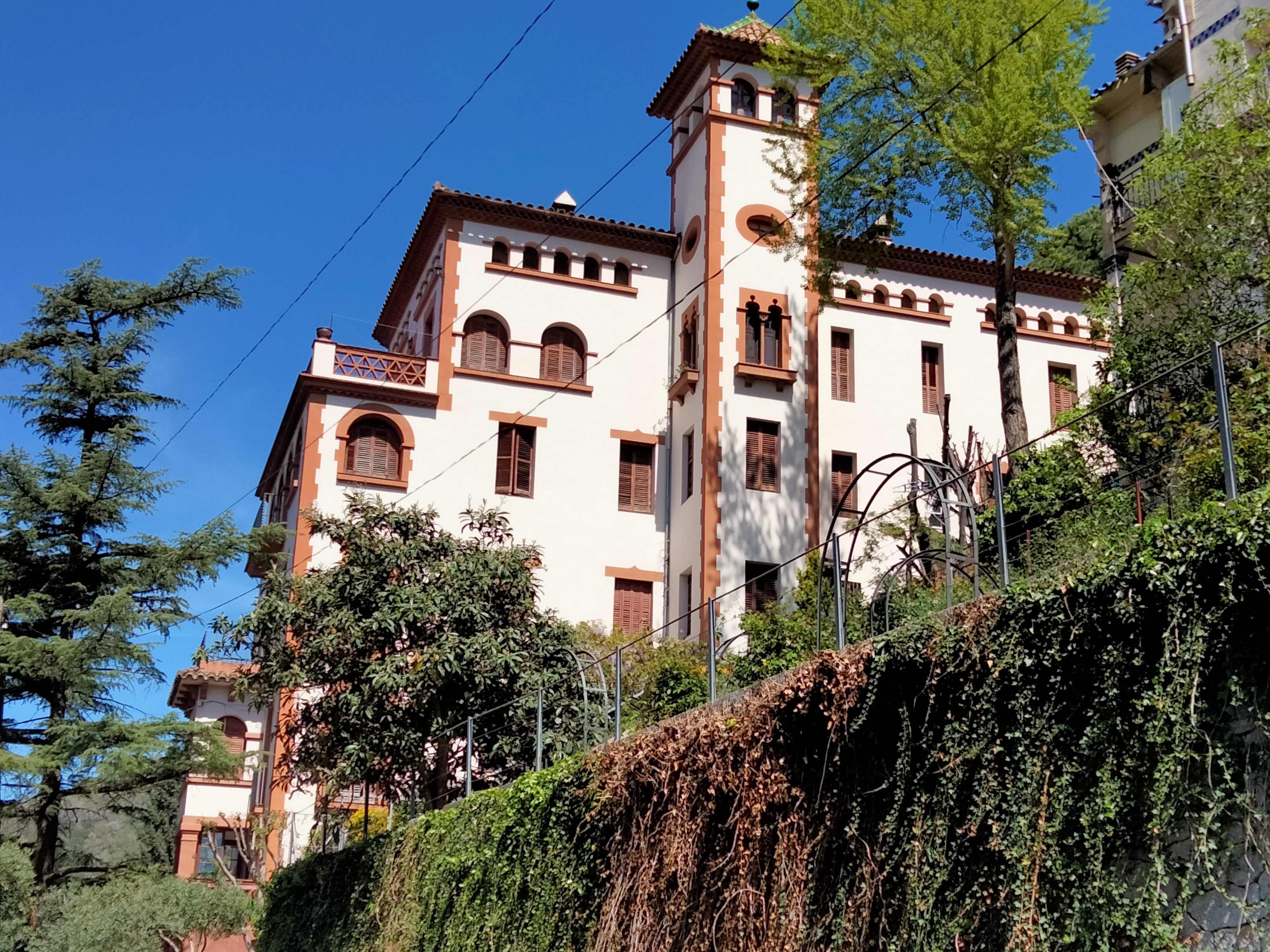
Can Mestre des de les Escales de l'Àngelus

## Història
El Figaró és una població amb tradició estiuejant des de finals del segle xix i principis del XX, potenciat per l'existència del ferrocarril que facilita l'accés des de Barcelona. La seva estètica és propera al Noucentisme, tot i que utilitza alguns elements de tipologia modernista. Es desconeix la datació exacta de la casa i el seu autor.